# Oxford (Indiana)
Oxford es un pueblo ubicado en el condado de Benton en el estado estadounidense de Indiana. En el Censo de 2010 tenía una población de 1162 habitantes y una densidad poblacional de 829,3 personas por km².

## Geografía
Oxford se encuentra ubicado en las coordenadas 40°31′20″N 87°14′54″O / 40.52222, -87.24833. Según la Oficina del Censo de los Estados Unidos, Oxford tiene una superficie total de 1.4 km², de la cual 1.4 km² corresponden a tierra firme y (0%) 0 km² es agua.

## Demografía
Según el censo de 2010, había 1162 personas residiendo en Oxford. La densidad de población era de 829,3 hab./km². De los 1162 habitantes, Oxford estaba compuesto por el 98.36% blancos, el 0.09% eran afroamericanos, el 0.52% eran amerindios, el 0.09% eran asiáticos, el 0% eran isleños del Pacífico, el 0.34% eran de otras razas y el 0.6% pertenecían a dos o más razas. Del total de la población el 0.69% eran hispanos o latinos de cualquier raza.